# فلوران رووامبا
فلوران رووامبا (بالفرنسية: Florent Rouamba)‏ (مواليد 31 ديسمبر 1986 في واغادوغو) لاعب كرة قدم بوركينابي دولي يجيد اللعب في خط الوسط . يلعب حاليا لصالح نادي شريف تيراسبول الروماني منذ سنة 2006 .

## وصلات خارجية
- فلوران رووامبا على موقع الاتحاد الدولي (مؤرشف)  (الإنجليزية)
- فلوران رووامبا على موقع قاعدة بيانات كرة القدم.إي يو (الإنجليزية)
- فلوران رووامبا على موقع ناشيونال فوتبول تيمز (الإنجليزية)
- فلوران رووامبا على موقع Soccerway.com (الإنجليزية)
- فلوران رووامبا على موقع عالم كرة القدم.نت (الإنجليزية)
- فلوران رووامبا على موقع كووورة
- فلوران رووامبا - موقع national football teams